# Ventilago gamblei
Ventilago gamblei är en brakvedsväxtart som beskrevs av Karl Suessenguth. Ventilago gamblei ingår i släktet Ventilago och familjen brakvedsväxter. Inga underarter finns listade i Catalogue of Life.